# Lanugonychia
Lanugonychia is een geslacht van sponsdieren uit de klasse van de Hexactinellida.

## Soort
- Lanugonychia flabellum Lendenfeld, 1915